# Maxwell Klinger
Desátník (později seržant) Maxwell Q. „Max“ Klinger je fiktivní postava ze seriálu M*A*S*H a jeho pokračování M*A*S*H – Co bylo potom. Postavu ztvárnil Jamie Farr. 

## Charakter a životopis

### Televizní série
Klinger slouží za korejské války jako strážný a později jako úředník v 4077. mobilní polní nemocnici MASH. Byl první z významnějších postav, které byly přidány až do seriálu a neobjevují se v původním románu či filmu. Klinger je Araboameričan s libanonskými kořeny, žijící v Toledu v Ohiu (stejně jako jeho představitel). Co se týče jeho náboženského vyznání, není jisté, avšak v prvních dílech prohlašuje, že během postní doby je ateista. V jiných epizodách, když se potřebuje dostat z průšvihu, modlí se k Alláhovi. Je fanouškem baseballového týmu Toledo Mud Hens. Na své Toledo vzpomíná velmi často a s upřímnou láskou.
Svým vzezřením je jednou z nejvýraznějších postav seriálu, neboť většinou (hlavně do začátku osmé série) nosí nepatřičné ženské šaty. Ve snaze dostat se z armády na „paragraf 8“ se totiž pokouší přesvědčit velení, že je psychicky nezpůsobilý ke službě. Poprvé se takto objevil v epizodě „Šéfchirurg kdo?“. Jamie Farr později v dokumentu Making 'M*A*S*H' uvedl, že dle originálního scénáře měl hrát homosexuála. Scenáristé později usoudili, že bude zábavnější, když bude Klinger heterosexuál předstírající tranvestitismus (případně transsexualitu). Kromě permanentního nošení ženských šatů neváhá ani zneužít svou milovanou rodinu, když občas přijde za velitelem Blakem s vymyšlenou informací o úmrtí blízkého příbuzného, z čehož plyne nutnost být propuštěn domů na pohřeb. Plukovník Blake se však nedá obelstít a vše si zapisuje, takže vidí, že většina Klingerových příbuzných už zemřela několikrát. 
Klinger se snaží zapůsobit také na různé cizí důstojníky na návštěvě u jednotky a svými nestoudnými oděvy v nich vzbudit takové opovržení, aby zařídili jeho vyloučení z armády. Totéž zkouší i po převzetí velení Shermanem Potterem, ten však také okamžitě rozpozná podvod a jasně mu dá najevo, kde je jeho místo. Z Klingerových ženských šatů, vždy vkusných a sladěných, se tak posléze stává jen rutina a jakési vizuální zpestření, jeho nebývale bohatou garderobu a znalosti pak někdy využijí i kolegyně sestry.
Poté, co je Radar poslán zpět do USA, je Klinger jmenován plukovníkem Potterem na uprázdněné místo úředníka. Tím se ze stálé vedlejší postavy stává jednou z hlavních postav seriálu. Je též povýšen na seržanta a začíná se chovat více vážně a zodpovědně, svých marných snah o propuštění prakticky zanechá. To dalo scenáristům možnost prokreslit Klingerův charakter více do hloubky. Je často srovnáván právě s Radarem, který měl možná větší erudici, ale ukáže se, že Klinger díky svým pouličním vyjednávacím schopnostem dokáže dosáhnout stejně dobrých výsledků ve shánění čehokoliv jako Radar. 
Ve třetí sérii (epizoda Springtime) se Klinger na dálku ožení se svou přítelkyní Laverne Esposito (přes rádio). V šesté sérii však od ní dostane dopis, kde mu Laverne píše, že našla jiného muže, se kterým se později také rozchází a nakonec se zasnoubí se s Klingerovým nejlepším přítelem. Klinger chce odjet domů, aby se pokusil zachránit své manželství. To se mu nepodaří a frustrovaný Klinger roztrhá své šaty a vzdá se svých pokusů o útěk.
Ve finále seriálu se ožení s korejskou uprchlicí Soon Lee Han (Rosalind Chaová), se kterou se předtím sblížil. Rozhodne se odejít z Koreje až poté, co Soon Lee nalezne svou rodinu. To je působivý finální bod vývoje jeho postavy – když má Klinger konečně možnost opustit Koreu, na rozdíl od ostatních v ní zůstane, aby pomohl milované osobě. 

### Pokračování
Ve spin-offu M*A*S*H – Co bylo potom Max se Soon Lee najde její rodinu a pomůže jim znovu obnovit jejich farmu. Poté odjíždí se Soon Lee do USA, kde se usadí. Bohužel čelí rasové diskriminaci a je navezen do nelegálního sázení. Vězení unikne pouze na přímluvu Shermana Pottera, který jej pak zaměstná jako asistenta ve veteránské nemocnici v Missouri. Tam se setká také s otcem Mulcahym, třetí z postav původního seriálu, které v pokračování vystupují.